# Sítanos
Sítanos, en grec moderne : Σίτανος, est un village du dème de Sitía, en Crète, en Grèce. Selon le recensement de 2011, la population de Sítanos compte 34 habitants. Le village est situé à une altitude de 620 m et à une distance de 18 km de Sitía.

## Recensements de la population
| Recensements | 1900 | 1920 | 1928 | 1940 | 1951 | 1961 | 1971 | 1981 | 1991 | 2001 | 2011 |
| ------------ | ---- | ---- | ---- | ---- | ---- | ---- | ---- | ---- | ---- | ---- | ---- |
| Population   | 153  | 176  | 218  | 218  | 183  | 200  | 122  | 109  | -    | 69   | 34   |